# Calidris minuta

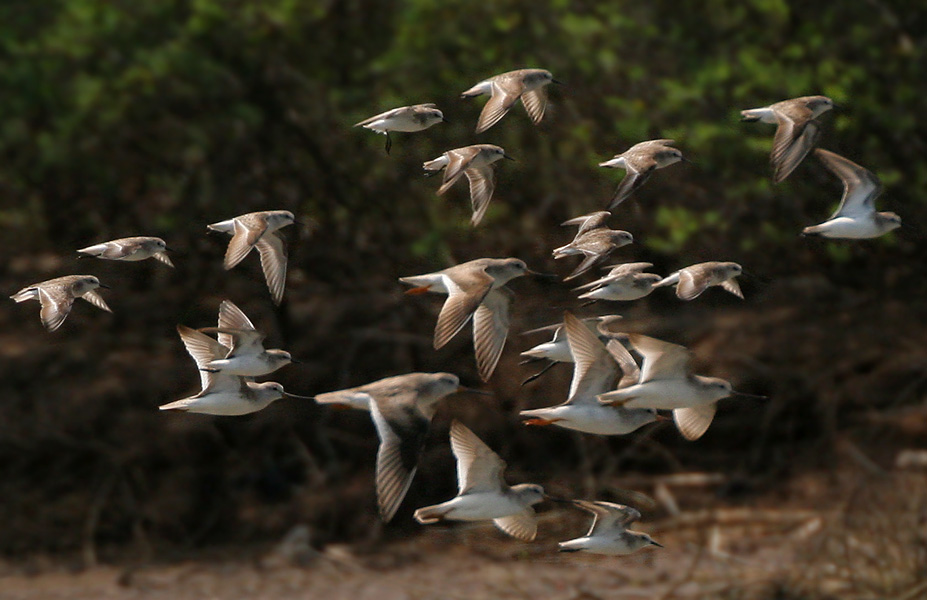
Archibebe y correlimos chico en el Krishna Wildlife Sanctuary, Andhra Pradesh, India.

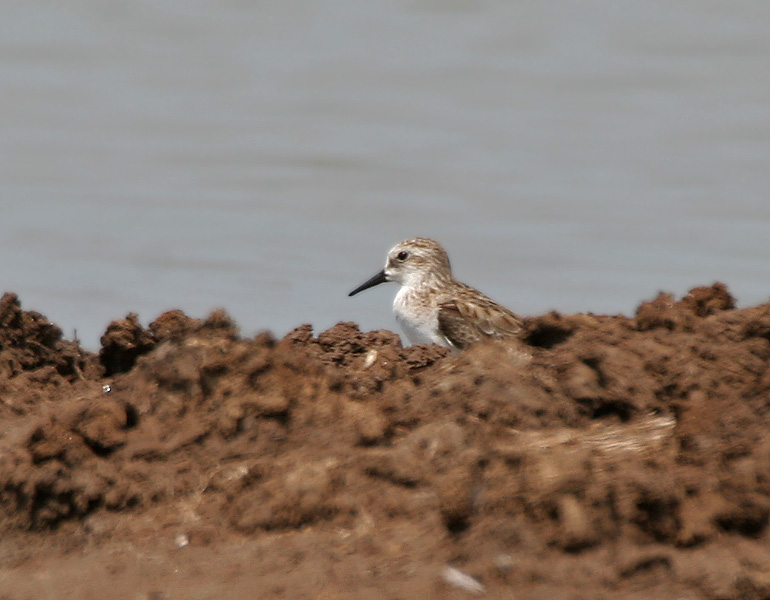
Joven correlimos chico en el Krishna Wildlife Sanctuary, Andhra Pradesh, India.

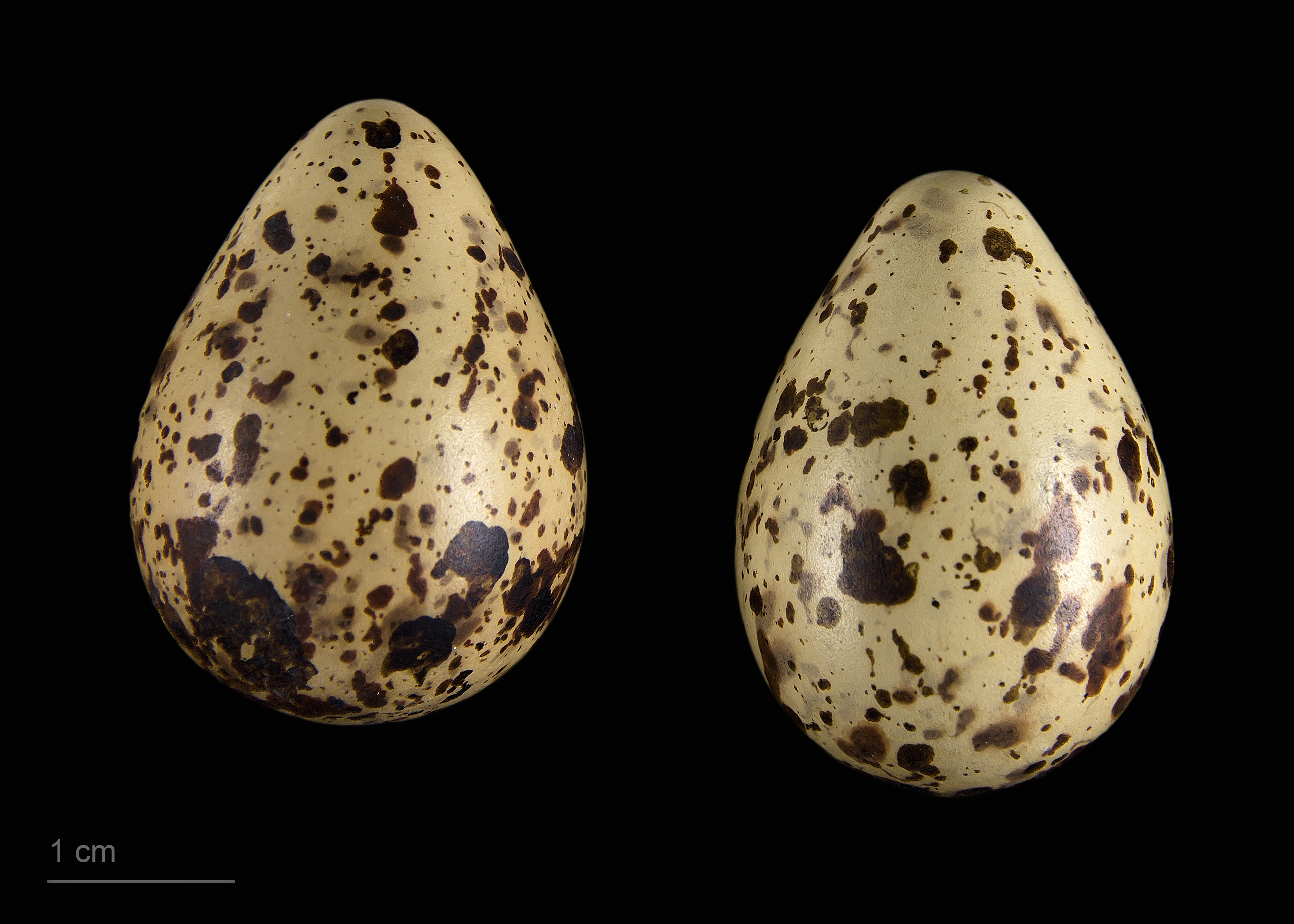
oeufs de Calidris minuta - MHNT

El correlimos chico o correlimos menudo (Calidris minuta o Erolia minuta) es un pájaro limícola. Cría en el norte de Europa y Asia, y es una especie migratoria, que inverna en África y el sur de Asia. En ocasiones llega hasta Norteamérica y Australia. Es un ave gregaria en invierno, y a menudo forma grandes bandadas con otras especies de limícolas, especialmente el correlimos común, en marismas costeras o en las riberas de lagos y estanques de agua dulce.
La población de esta especie está asociada a la población de lemmings. En años de escasez de lemmings, aves predadoras como los págalos y los búhos nivales se alimentan de correlimos.
Su pequeño tamaño (12-14 cm de longitud, 28-32 cm de envergadura), su fino pico oscuro, patas oscuras y rápidos movimientos distinguen al correlimos chico entre otras especies de aves limícolas, salvo otros correlimos de patas oscuras. Se distingue de otras especies similares por su combinación de pico fino, y dedos no palmeados. Su canto característico es un agudo chiído.
El plumaje de los adultos durante la época de reproducción muestra una franja naranja en el vientre, la garganta de color blanco, y una franja blanca en forma de v en el lomo. Durante el invierno, su plumaje menos vistoso hace difícil su identificación. Los jóvenes de la especie muestran en el plumaje estrías claras y vientre rosado.
Esta especie anida en el suelo desnudo, donde deposita una puesta de entre 3 y 5 huevos. Es polígamo, y machos y hembras pueden incubar puestas separadas.
Como otras especies limícolas, la alimentación del correlimos chico consiste principalmente en los invertebrados acuáticos y marinos que caza en marismas y riberas de agua dulce.
Al correlimos chico se le aplica el Acuerdo de Conservación de Aves Acuáticas Migratorias de África y Eurasia.
En los Países Bajos parece haberse avistado un híbrido entre el correlimos chico y el correlimos de Temminck.

### Identificación
- Jonsson, Lars & Peter J. Grant (1984). Identification of stints and peeps. British Birds. 77(7):293-315.